# Olinalá
Olinalá est une ville et le siège de la municipalité d'Olinalá, dans l'État de Guerrero, au sud-ouest du Mexique.